# Polyrhachis orsylla
Polyrhachis orsylla é uma espécie de formiga do gênero Polyrhachis, pertencente à subfamília Formicinae.